# Elm Park (stadion)
Elm Park was een voetbalstadion in Reading, Engeland. Het stadion werd gebouwd in 1896 en Reading FC speelde er vanaf dat moment haar thuiswedstrijden. In 1998 verhuisde deze club naar het Madejski Stadium.

## Geschiedenis
De eerste wedstrijd op Elm Park werd gespeeld op 5 september 1896. Reading speelde voor ongeveer 2.500 toeschouwers tegen Arthur Roston Bourke's XI, een team van Holloway-studenten. Het stond 7-1 voor de thuisploeg toen de wedstrijd werd gestaakt vanwege slecht weer. Reading kreeg na afloop ook nog eens een boete voor het feit dat ze tegen een team speelden dat niet geregistreerd was bij de Engelse voetbalbond.
In 1908 werd op een clubvergadering gesteld dat er een nieuwe thuisbasis moest komen in de buurt van het treinstation. Deze verhuizing werd echter afgeblazen in verband met de activiteiten van de Great Western Railway.
Toen Reading in het seizoen 1982-83 degradeerde naar de vierde divisie leek de club te moeten fuseren met Oxford United, en daarmee zou Elm Park haar deuren moeten sluiten. De fusie kon worden afgewend en onder leiding van Ian Branfoot promoveerde de club het seizoen daarna alweer naar de derde divisie en was het stadion daarmee gered.
Vanaf 1994 mochten in de hoogste twee divisies, de eerste divisie van de Football League en de Premier League, uit veiligheidsoverwegingen alleen nog zitplaatsen in de stadions zijn. Juist in dat jaar werd Reading kampioen van de tweede divisie en promoveerde het naar de eerste divisie. De club stelde vast dat het niet praktisch was om alle staanplaatsen te veranderen in zitplaatsen en dus werden plannen gemaakt voor een nieuw stadion. Vier jaar later werd de bouw van het Madejski Stadium voltooid en speelde de club haar laatste wedstrijd op Elm Park. Op 3 mei 1998 gebeurde dit tegen Norwich City, en een jonge Craig Bellamy zorgde in dienst van Norwich met het enige doelpunt van de wedstrijd voor een teleurstellend afscheid van Elm Park: 0-1.
Dit stadion werd later in 1998 afgebroken. op de plek is een woningbouwcomplex gekomen dat ook Elm Park heet.